# Бернд Ніхаус Кесада
Бернд Ніхаус Кесада (14 квітня 1941) — костариканський політик та дипломат. Міністр закордонних справ Коста-Рики (1980—1982 і 1990—1994).

## Життєпис
Народився 14 квітня 1941 року. Доктор з відзнакою в галузі міжнародного права з Університету Страсбурга (Франція). Він завершив навчання в області прав людини на Кассена інституті Рене (Франція). Він також отримав Honoris Causae доктора наук з Університету Центральної дель Есте (Домініканська Республіка). Він адвокат і нотаріус з Університету Коста — Рики. Він також вивчав економіку і політологію в Бонні, Гамбурзі та Кельнському університетах Німеччини. Володіє іспанською, німецькою, французькою та англійською мовами
Кесада посол Коста-Рики в Німеччині, Угорщині та Чехії (2002—2010). Він також був раніше посол Коста-Рики в Організації Об'єднаних Націй (1998—2002) і міністром закордонних справ Коста-Рики (1980—1982 і 1990—1994). У 1994 році він був кандидатом загального секретаріату Організації американських держав.
Він був професором міжнародного публічного права в Університеті Коста-Рики, член колегії адвокатів з 1974 року, а також членом Комісії міжнародного права з 2002 року.